# Gilbert Hotel
Gilbert Hotel es el sexto álbum de estudio como solista publicado por el exguitarrista de Racer X y Mr. Big, Paul Gilbert, lanzado al mercado en el año 2003. La canción "Time to Let You Go" fue grabada originalmente por la banda Enuff Z'nuff en el álbum Strenght.

## Lista de canciones
Todas escritas por Paul Gilbert excepto donde se indique.
1. "Three Times Rana" – 3:36
2. "Black Rain Cloud" – 3:56
3. "Escalator Music" (Instrumental) – 1:26
4. "Lay Off the Morphine" – 2:54
5. "N.F.R.O." (Instrumental) – 0:56 (J. S. Bach)
6. "Older Guy" – 2:49
7. "The Lamb Lies Down on Broadway" – 4:56 (Peter Gabriel, Steve Hackett, Tony Banks, Mike Rutherford, Phil Collins)
8. "Time to Let You Go" – 3:17 (Donnie Vie)
9. "W.T.R.O." (Instrumental) – 2:56 (J. S. Bach)
10. "Universal" – 2:24

## Créditos
- Paul Gilbert - Guitarra, voz
- Scott Coogan - Batería
- Linus of Hollywood - Guitarra, voz